# Heloderma arizońska
Heloderma arizońska, gila (Heloderma suspectum) – gatunek jadowitej jaszczurki z rodziny heloderm. Zamieszkuje tereny Stanów Zjednoczonych i Meksyku. W ślinie helodermy arizońskiej wykryto eksenatyd, substancję, która następnie stała się prekursorem leków inkretynowych i znalazła zastosowanie w lecznictwie, jako lek stosowany w terapii cukrzycy.

## Systematyka
Gatunek obejmuje dwa podgatunki:
- Heloderma suspectum cinctum Bogert & Martín del Campo, 1956
- Heloderma suspectum suspectum Cope, 1896

## Budowa ciała
Ciało helodermy arizońskiej osiąga długość do 50 cm. Ogon gada jest krótszy od reszty ciała. Grzbiet wybarwiony jest na ciemnobrązowo i jest pokryty różowymi, nieregularnymi plamami. Tworzą one szerokie, poprzeczne pasy, które w sposób szczególny uwidaczniają się na ogonie.

## Tryb życia
Wiedzie zasadniczo naziemny tryb życia, lecz czasem może się wspinać na roślinność w poszukiwaniu pożywienia. Samotnik, aktywna w nocy, mięsożerna.
W okresie lęgowym samica składa około 15 jaj osłoniętych cienkimi otoczkami. Jaja, o wielkości zbliżonej do jaj kurzych, lokowane są w jamach w wilgotnej ziemi. Rozwój trwa około jednego miesiąca.

### Siedlisko
Heloderma arizońska rzadko jest spotykana na obszarach rolniczych. Na obszarach amerykańskich pustyń Mojave i Sonora heloderma arizońska zasiedla tereny położone na wysokości od poziomu morza (Sonora) do 30 m n.p.m. (Arizona), 1180 do 1950 m n.p.m. (Nowy Meksyk) oraz do 1545 m n.p.m. (w rejonie dolnych części stoków górskich i nadbrzeży w południowej Arizonie). Siedliska pokryte są trawiastą, pustynną roślinnością, a na terenie pustyni Sonora także krzewami ciernistymi. Drzewostan dębowy lub sosnowy. Ostoję znajdują pod gęstymi krzewami, pod skałami albo w norach nowików. Helodermy mieszkające w Arizonie spędzają większość czasu (ok. 98%) pod osłoną, zaś w Utah 95% czasu pod ziemią.

## Zasięg geograficzny
Północno-zachodni Meksyk i południowo-zachodnie USA z głównymi zakresami w Arizonie i Sonorze: od południowo-zachodnich części stanu Utah, przez południową Nevadę, południową Arizonę, południowo-zachodni Nowy Meksyk po stan Sinaloa w Meksyku.